# Френсіс Саймон
Френсіс Саймон або Франц Ойген Сімон (англ. Sir Francis Simon, нім. Franz Eugen Simon; нар. 2 липня 1893, Берлін — пом. 31 жовтня 1956, Оксфорд) — німецький і британський фізик-експериментатор. Член Лондонського королівського товариства (1941). Наукові праці присвячені переважно фізиці низьких температур і високих тисків, ядерній фізиці, магнетизму.

## Біографія

### Ранні роки. Служба в армії (1893—1919)
Франц Ойген Сімон народився в Берліні у сім'ї багатого єврейського торговця. Серед його предків по материнській лінії — відомий філософ Мозес Мендельсон. У 1903 році Сімон вступив до гімназії кайзера Фрідріха, де вивчав латинську та грецьку мови та інші предмети класичного циклу, під час канікул відвідував Велику Британію, щоб практикуватися в англійській. Проте він проявляв очевидну схильність до природничих наук, це помітив друг сім'ї відомий біохімік Леонор Міхаеліс. Міхаеліс вмовив батьків Сімона дозволити йому обрати фізику своєю професією. У 1912 році Сімон вступив до Берлінського університету, де збирався вивчати фізику, хімію та математику. У той час серед студентів була поширена практика відвідування інших університетів у перші два роки навчання (ніяких іспитів за цей час не передбачалося), тому Сімон вирушив спочатку до Мюнхенського університету, де навчався в Арнольда Зоммерфельда, а потім до Геттінгенського.
Восени 1913 року Сімона призвали на рік на обов'язкову військову службу та до початку Першої світової війни все ще перебував в армії. Наступні чотири роки він служив у польовій артилерії (у званні лейтенанта) в основному на Західному фронті. Він отримав отруєння в одній із газових атак, був двічі поранений. Друге поранення, отримане лише за два дні до Комп'єнського перемир'я, виявилося настільки важким, що він виписався зі шпиталю лише навесні 1919 року. За особисту мужність Сімона нагородили Залізним хрестом 1-го класу, проте згодом не любив згадувати цю сторінку свого життя.

### Берлін (1919—1930)
Навесні 1919 року Симон відновив свої заняття в Берлінському університеті, відвідуючи лекції Макса Планка, Макса фон Лауе, Фріца Габера та Вальтера Нернста. Останній став науковим керівником Сімона, який у січні 1920 року розпочав роботу над докторською дисертацією. Праця, присвячена поведінці питомої теплоємності речовин за низьких температур, була закінчена через 18 місяців. Після здобуття у грудні 1921 року ступеня доктора філософії Сімон залишився працювати в університеті. У 1922 році його призначили асистентом Нернста і того ж року він побрався з Шарлоттою Мюнхгаузен (Charlotte Munchhausen), яка народила двох доньок.
У цей час Сімон працював в університетському Фізико-хімічному інституті, яким спочатку керував Нернст, а потім Макс Боденштейн. У 1924 році Сімон отримав посаду приват-доцента, у 1927 році став асистентом професора (Außerordentliche professor). Протягом 1920-х років йому вдалося створити в інституті відділ фізики низьких температур, який продовжував плідну роботу з вивчення теплоємності тіл, отримання твердого гелію, дослідження адсорбції газів і структури кристалів. Для проведення всіх цих робіт було необхідно розробляти нове обладнання: за проєктом Сімона в інституті створили новий ожижник водню, копії якого побудували у багатьох лабораторіях світу, і устаткування зі зрідження гелію, четверте у світі на той момент. До кінця 1920-х років Сімон став широко відомий у наукових колах, запрошувався на різні конференції та зустрічі. Зокрема, влітку 1930 року разом з дружиною він відвідав Радянський Союз, побувавши в Одесі, Москві та Ленінграді.

### Бреслау (1931—1933)
На початку 1931 року Сімон переїхав до Бреслау на посаду професора фізичної хімії місцевого Технічного університету (Technische Hochschule Breslau, нині Вроцлавський технологічний університет). Весняний семестр 1932 року він провів у Університеті Каліфорнії в Берклі, куди прибув за запрошенням Гілберта Льюїса. Тут Сімон реалізував ідею зрідження гелію шляхом адіабатичного розширення. Після повернення до Бреслау він отримав посаду декану факультету хімії та гірничої справи та поринув у адміністративні справи. У січні 1933 року, після приходу до влади в Німеччині нацистів, Сімон усвідомив необхідність еміграції. Хоча антиєврейські закони на той момент ще не торкалися його становища (учасників світової війни не виганяли з університетів), він почав шукати собі відповідну позицію за кордоном. У червні 1933 року він отримав запрошення від Фредеріка Ліндемана, директора Кларендонської лабораторії Оксфордського університету, і з радістю прийняв його.

### Оксфорд (1933—1956)

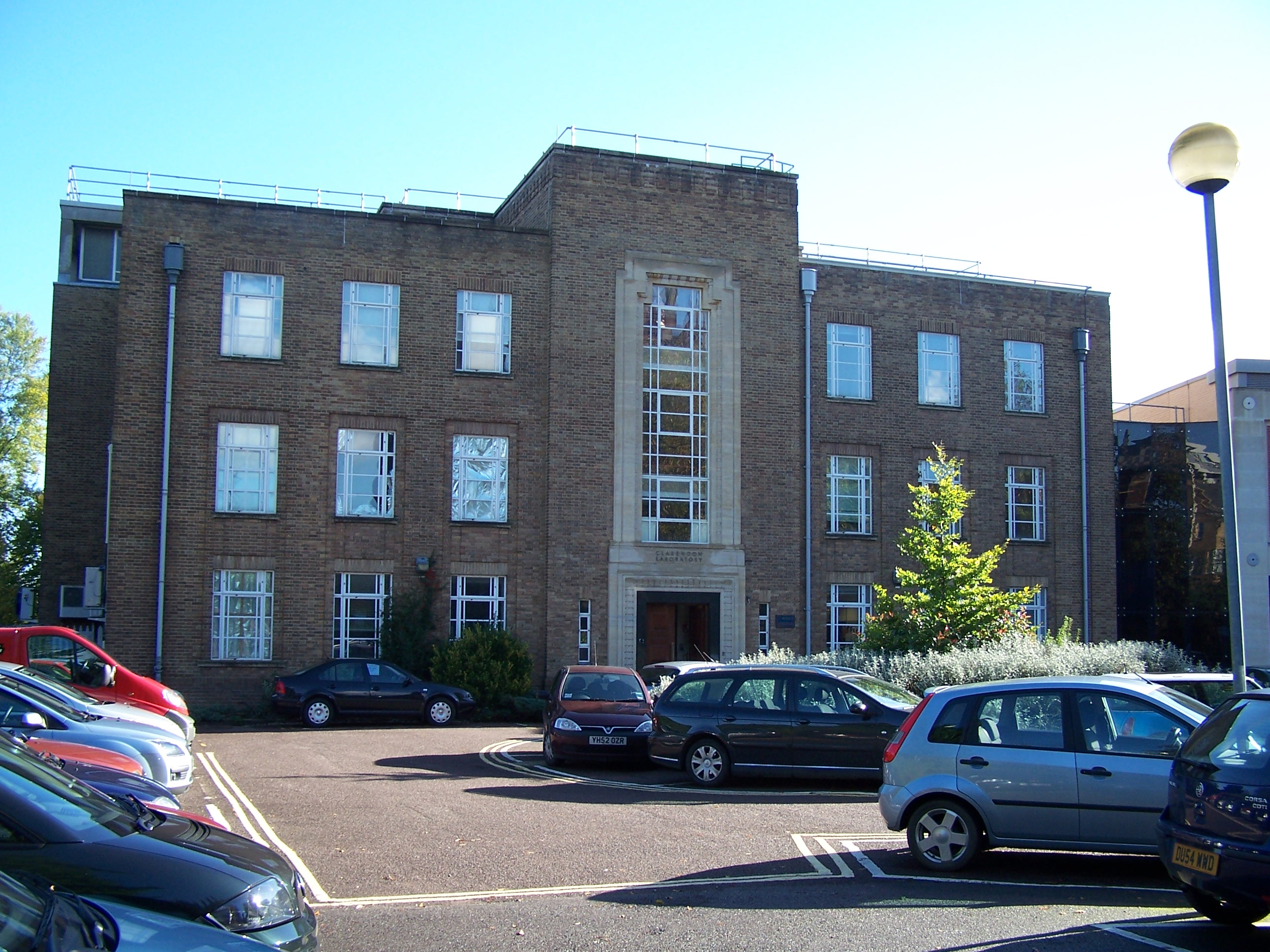
Кларендонська лабораторія в Оксфорді

У серпні 1933 року Сімон з сім'єю прибув в Оксфорд. Ліндеману вдалося виклопотати дослідницькі гранти компанії Imperial Chemical Industries для Сімона та трьох інших біженців з Німеччини (також фахівців із низькотемпературної фізики і також з Бреслау) — Курта Мендельсона (двоюрідного брата Сімона), Ніколаса Курті та Гайнца Лондона. Сімон захопив із собою з Німеччини деяке обладнання та почав налагоджувати в Кларендонській лабораторії експериментальну роботу, розгорнувши широкі дослідження з магнітного охолодження та інших тем. А втім, Сімон не був задоволений скромними можливостями лабораторії, він хотів більшої самостійності та шукав відповідну професорську позицію. Ці пошуки не мали успіху: отримати місце в Бірмінгемському університеті йому не вдалося, а від пропозицій зі Стамбула та Єрусалиму він відмовився сам. Через скромні можливості в Оксфорді йому доводилося багато подорожувати: він відвідував Амстердам, де було обладнання для вивчення властивостей рідин при високих тисках, а роботи з магнітного охолодження привели його до тісної співпраці (особливо в 1935—1938) з паризькою лабораторією Еме Коттона, в якій були пристрої для отримання доволі сильних магнітних полів. Хоча спочатку Сімон не мав постійної посади в університеті, незабаром після приїзду він здобув ступінь магістра мистецтв і його допустили до професорської коледжу Бейлліол, у 1935 році почав читати лекції з термодинаміки. Наприкінці 1938 року Сімон отримав британське громадянство, з цього часу все більшого поширення став набувати англомовний варіант його імені — Френсіс Саймон.
Після початку Другої світової війни роботи в лабораторії зупинили, проте уряд ще не наважувався залучати недавніх іммігрантів до проблем військового характеру. Отримавши багато вільного часу, Саймон та інші його колеги-біженці (особливо Рудольф Пайєрлс й Отто Фріш) почали активно розробляти нову тему атомної енергії. Лише влітку 1940 року роботи з цієї тематики офіційно затвердили. Оскільки його дружину та дітей евакуювали до Канади, Саймон зміг повністю зосередитися на роботі в рамках британського атомного проєкту, займаючись в основному питанням розділення ізотопів. За участь у цьому проєкті у 1946 році його нагородили орденом Британської імперії. Роком раніше Саймон отримав посаду співробітника (Student) коледжу Крайст Черч, а потім звання професора та керівництво спеціально для нього організованою кафедрою термодинаміки.
У повоєнний час Саймон приділяв багато уваги суспільно-політичним питанням, у 1948—1951 роках працював науковим кореспондентом газети «Файненшл таймс», співпрацював з управлінням з атомної енергії, був членом дослідницької ради Управління з електроенергії та ради Лондонського королівського товариства, обіймав посаду голови комісії з дуже низьких температур Міжнародного союзу чистої та прикладної фізики. Одночасно налагоджував роботу з низькотемпературної фізики в Кларендонській лабораторії, розширюючи штат й обладнання свого відділу.
У 1956 році Саймона обрали наступником Ліндемана (тоді вже лорда Черуелла) на посаді професора експериментальної філософії (Dr. Lee's Professor of Experimental Philosophy) і директором Кларендонської лабораторії. Влітку він зліг через загострення коронарної хвороби серця, від якої став поступово одужувати. 1 жовтня 1956 року Саймон вступив на посаду директора лабораторії, проте наприкінці жовтня стався рецидив хвороби, і 31 жовтня він помер.

## Публікації

### Теплоємність і третій закон термодинаміки
Перші роботи Саймона (початку 1920-х років) були присвячені вивченню поведінки питомої теплоємності речовин при низьких температурах. Ця тематика тісно пов'язана з обґрунтуванням третього закону термодинаміки, який раніше сформулював керівник Саймона Вальтер Нернст у формі так званої теплової теореми. Увагу Саймона привертали в першу чергу різні аномалії (аномалії лямбда-типу, аномалії Шотткі та інші), які, здавалося, порушують необхідне в міру наближення до абсолютного нуля прагнення ентропії до однієї й тієї ж межі незалежно від фазового стану речовини. Саймон вказав, що у всіх подібних випадках система не знаходиться в стані внутрішньої рівноваги, і тому звичайні термодинамічні уявлення до неї незастосовні. Така ситуація виникає в разі аморфних речовин, різних сумішей і сплавів, що знаходяться в так званих метастабільних станах. Проведена робота дозволила Саймону дати нове формулювання третього закону термодинаміки і, як зазначає Ніколас Курті,

Той факт, що теплова теорема Нернста в наш час розглядається як третій закон термодинаміки, що має те ж фундаментальне значення, що перший і другий закони, багато в чому обумовлено роботою і впливом Саймона.
Оригінальний текст (англ.)
The fact that the Nernst heat theorem is now regarded as the 3rd law of thermodynamics, equal in fundamental importance to the 1st and the 2nd laws, is largely due to Simon's work and influence.

Результати Саймона в цій галузі знайшли й практичне застосування: проведений ним аналіз рівноваги графіт/алмаз General Electric використала для успішного отримання штучних алмазів. З усім тим, Саймон пророкував існування і реальних фундаментальних аномалій у поведінці теплоємності, пов'язаних із квантовими ефектами. Першу таку аномалію виявили у 1929 році у твердому водні, що пов'язано з існуванням двох його модифікацій — пара- і орто-водню (останній характеризується виродженням основного стану). У 1950-х роках Саймон повертався до вивчення властивостей орто-пара-систем.

### Кріогенетика та дотичні дослідження
У 1926 році Саймон розробив метод адіабатичної десорбції для отримання рідкого гелію: з посудини з гелієм, адсорбованим вугіллям при температурі рідкого водню, відкачується газ, що дозволяє різко знизити температуру нижче за критичну. У 1932 році він запропонував новий метод зрідження гелію — так званий експансійний метод на основі його ізоентропійного розширення. Підхід виявився відносно простим і дешевим, тому дозволив інтенсифікувати проведення низькотемпературних досліджень у Кларендонській лабораторії та інших наукових центрах.
Розроблені методики охолодження активно застосовувалися Саймоном у дослідженнях властивостей речовин при екстремально низьких температурах. На початку 1930-х років він розпочав цикл досліджень властивостей рідкого та твердого гелію, які продовжив у післявоєнні роки. Зокрема вивчили криві плавлення гелію, продемонстрували роль поверхневої плівки рідкого гелію у тепловій реакції резервуара з цією рідиною, вивчили процеси теплопередачі в рідкому гелії при температурах нижче 1 К і так далі.
Ще в Берліні Саймон почав роботу з вивчення кривих плавлення таких речовин, як гелій, при зміні тиску. В результаті даної роботи вдалося показати справедливість принципу відповідних станів у цьому випадку та отримати напівемпіричний вираз для тиску плавлення, який можна застосовувати до інших, недоступних на той час для вивчення речовин. У повоєнний час криву плавлення гелію вивчили аж до тисків у 7300 атмосфер, що відповідає температурі плавлення 50 К. При цьому не виявили жодних свідчень існування критичної точки для переходу тверде тіло—рідина.
В останні роки Саймон почав вивчення теплопровідності діелектричних кристалів, робота обмежувалась процесами перекиду (розсіювання фононів внаслідок зіткнень один з одним) та процесами розсіювання фононів на межах кристала. Саймон зі співробітниками експериментально продемонстрував, що за низьких температур перший тип процесів відіграє незначну роль у повній відповідності до теоретичних очікувань, тоді як теплопровідність повністю визначається розсіюванням фононів на кристалічних гранях і, таким чином, залежить від розмірів зразка.

### Магнітне та ядерне охолодження
У 1926 році Петер Дебай і Вільям Джіоко незалежно запропонували метод отримання низьких температур за допомогою адіабатичного розмагнічування парамагнітних солей. На початку 1930-х років Саймону вдалося показати, що мінімальна досяжна температура визначається тепловою аномалією, пов'язаною з виникненням упорядкованих орієнтацій спінів електронів. У 1934 році спільно з Ніколасом Курті він розпочав серію експериментів з магнітного охолодження. Насамперед необхідно було встановити термодинамічну шкалу температур у новому діапазоні, тобто навчитися визначати температуру, досяжну у цьому підході (це можна зробити, наприклад, методом нагрівання речовини гамма-випромінюванням). Після цього стало можливим вимірювання властивості речовин (парамагнітних солей) залежно від температури, зокрема, вивчили процес переходу спінової системи в упорядкований стан. Серед інших додатків магнітного охолодження — охолодження різних речовин у новому температурному діапазоні, пошук нових надпровідників, вимірювання теплової релаксації та теплопровідності речовин і так далі.
У 1935 році разом з Курті та незалежно від Корнеліса Гортера Саймон висунув ідею ядерного охолодження. Це показано у працях з адіабатичного розмагнічування, гранична температура охолодження визначається енергією взаємодії спінів (або магнітних моментів) електронів. З іншого боку, енергія взаємодії ядерних магнітних моментів набагато менша, тому, якщо парамагнетизм речовини визначається його ядерними спінами, можна досягти ще нижчих температур. У наступні роки Саймон обґрунтував можливість реалізації цього підходу, проте він мав великі експериментальні труднощі, зокрема необхідність отримання досить сильних магнітних полів і попереднім охолодженням до сотих часток К. Тому перші успішні досліди з ядерного охолодження провели лише влітку 1956 року, коли вдалося опустити спінову температуру до 10 мкК .

### Поділ ізотопів
Невдовзі після початку Другої світової війни Саймон дізнався про можливість отримання ядерної вибухівки на основі урану-235. У зв'язку з цим постало питання про створення ефективних методик виокремлення цього ізотопу. Уже до літа 1940 року почались перші експерименти з розділення методом дифузії газової суміші через мембрану. Оскільки усіх британських фізиків залучили до військових робіт, у цих дослідженнях брали участь такі ж іммігранти як Саймон. Перші досліди були доволі примітивними. Згідно зі спогадами Ніколаса Курті:
Хоча було б перебільшенням сказати, як у деяких легковажних спогадах, що перші експерименти з поділу ізотопів у Кларендонській лабораторії проводились на газованій воді за допомогою кухонного фільтра місіс Саймон, це було не так далеко від істини.
Оригінальний текст (англ.)
Thus, although it would be an exaggeration to say, as has been done in some lighthearted reminiscences, that the first separation experiments at the Clarendon were done on soda-water with the help of Mrs Simon's kitchen strainer, the truth is not far off.

Після створення британського атомного проєкту ці роботи отримали офіційний статус. Велику роль у цьому (поряд з «меморандумом Фріша — Паєрлса») зіграла доповідь, складена Саймоном, а також той факт, що лорд Черуелл, Керівник Кларендонської лабораторії, був радником Вінстона Черчилля з наукових питань. Роботи в групі Саймона були значно розширені: проводилися дослідження властивостей гексафториду урану та металевого урану, різних типів мембран, і вже у грудні 1940 року Саймон представив реалістичний проєкт заводу з розділення ізотопів урану. Експериментально вивчалися й інші можливості розділення, зокрема метод центрифугування, теорія якого створив Поль Дірак. Результати, отримані Саймоном і його групою, використовувалися також у рамках Мангеттенського проєкту.

## Особистість і громадська позиція Саймона
Під час війни Саймон зміг ближче познайомитися з організацією англійської науки та промисловості. Це знайомство дозволило йому сформувати власний, досить песимістичний погляд на роль і перспективи науки в британському суспільстві. Як фахівець з термодинаміки він виступав різко проти непотрібних витрат палива та людських зусиль, закликав до економії вугілля, найважливішого паливного ресурсу, та заміні традиційних опалювальних систем більш розумними. Його активність в цьому питанні була багато в чому викликана дефіцитом вугілля в післявоєнний час. Водночас він не поділяв супероптимістичного погляду на перспективи ядерної енергетики, вважаючи, що в найближчому майбутньому вугілля, як і раніше, буде основним джерелом тепла. Особливе занепокоєння Саймона викликало становище науки в Англії. Він стверджував, що їй приділяється недостатньо уваги в порівнянні з іншими країнами (США і особливо СРСР), і цей розрив, на його думку, лише зростатиме, що може призвести до серйозних наслідків для майбутнього Великої Британії. В одній із останніх своїх статей він писав:

У нас повинна бути довгострокова політика, істотною частиною якої було б пристосування нашої системи освіти до вимог технологічної епохи. Без політики ми не зможемо конкурувати з Радами. <…> у Британії повинна відбутися ретельна переоцінка ролі науки, і ми повинні подолати брак розуміння серед гуманітаріїв, які займають майже всі ключові позиції в країні.
Оригінальний текст (англ.)
We must have a long-term policy, an essential part of which would be the adjustment of our education system to the demands of the technological age. Without a policy we shall not be able to compete with the Soviets. <...> in Britain, a thorough revaluation  of the role of science must take place, and we shall have to overcome the lack of understanding in the arts men who occupy almost all the key positions in the country.

Саймон не був хорошим лектором, він взагалі не любив виступати публічно (всі його виступи були ретельно підготовлені та вимагали від нього великої напруги). Його вплив на учнів і колег здійснювався швидше за допомогою неформальних контактів і близького спілкування. Хоча він тривалий час жив в Англії, він говорив англійською з невеликим акцентом і був не впевнений у своєму знанні мови, називаючи себе «віцепрезидентом Союзу говорять ламаною англійською» (президентство він віддавав своєму другові Фріцу Лондону). Скаржачись на ненадійну пам'ять, він завжди носив при собі блокнот, куди записував почуту інформацію.
Саймон був завжди готовий допомогти своїм колегам, які залишили нацистську Німеччину, але і після війни він з тривогою стежив за розвитком ситуації на батьківщині, відзначаючи, що дух фашизму ще живий в країні та що багато вчених і політиків, які співпрацювали з нацистами, як і раніше займали важливі посади. Його успішна робота в Кларендонській лабораторії, що стала одним з найбільших центрів кріогеніки, була багато в чому зобов'язана хорошій атмосфері в колективі. Ніколас Курті писав з цього приводу:

Можна сказати, що кларендонські фізики-низькотемпературники, розсіяні по багатьох країнах, утворили щось на зразок великої родини з Саймоном на чолі. Він постійно листувався з ними, підтримуючи їх інтерес один до одного та до роботи один одного, і у своїх численних поїздках він завжди відвідував їх.
Оригінальний текст (англ.)
It may be said that Clarendon low-temperature physicists, scattered though they were over many countries, formed something like a large family with Simon as its head. He continually corresponded with them, keeping alive their interest in each other and in the work that each was doing and on his many travels he always looked them up.

Один з колишніх співробітників Саймона так охаректеризував його у некролозі журналу «Nature»:

Він був бешкетним, жвавим, благородним і сердечним, завжди доступним, його неможливо було образити.
Оригінальний текст (англ.)
He was mischievous, mercurial, generous and warm-hearted, always approachable, impossible to offend.

## Нагороди та пам'ять
- Залізний хрест 1-го класу (1918?))
- Командор ордену Британської імперії (1946)
- Медаль Румфорда Лондонського королівського товариства (1948)
- Перша Медаль Камерлінг-Оннеса Голландського інституту охолодження (1952)
- Медаль К. Лінде (1952)
- Почесний член Американської академії мистецтв і наук (1952)
- Лицарство (1955)
- Медаль і премія Гутрі (1956)

Британський Інститут фізики нагороджує Меморіальною премією Саймона з 1959 року.

## Публікації

### Основні наукові роботи
Саймон — автор понад 120 наукових статей, з яких досить умовно можна виділити:
- F. Simon, F. Lange. Zur Frage der Entropie amorpher Substanzen // Zeitschrift für Physik. — 1926. — Т. 38, № 3 (16 серпня). — С. 227—236.[недоступне посилання з Февраль 2020]
- F. Simon, K. Mendelssohn, M. Ruhemann. Anomale spezifische Wärmen des festen Wasserstoffs bei Heliumtemperaturen // Naturwissenschaften. — 1930. — Т. 18, № 2 (16 серпня). — С. 34—35.[недоступне посилання з Февраль 2020]
- F. Simon, M. Ruhemann, W. A. M. Edwards. Die Schmelzkurven von Wasserstoff, Neon, Stickstoff und Argon // Zeitschrift für Physikalische Chemie B. — 1930. — Т. 6 (16 серпня). — С. 331.
- F. Simon. Über eine Möglichkeit zur Erreichung beliebig tiefer Temperaturen // Zeitschrift für Physik. — 1933. — Т. 81, № 11—12 (16 серпня). — С. 824—831.[недоступне посилання з Февраль 2020]
- N. Kurti, F. Simon. Kalorimetrischer Nachweis einer Termaufspaltung im Gadoliniumsulfat // Naturwissenschaften. — 1933. — Т. 21, № 8 (16 серпня). — С. 178—179.[недоступне посилання з Февраль 2020]
- F. Simon. Behaviour of Condensed Helium near Absolute Zero // Nature. — 1934. — Т. 133 (16 серпня). — С. 529.
- N. Kurti, F. Simon. Further Experiments with the Magnetic Cooling Method // Nature. — 1935. — Т. 135 (16 серпня). — С. 31.
- N. Kurti, F. Simon. Experiments at Very Low Temperatures Obtained by the Magnetic Method. I. The Production of the Low Temperatures // Proc. R. Soc. Lond. A. — 1935. — Т. 149 (16 серпня). — С. 152—176.
- Дж. Мак-Леннан, В. Х. Кеезом, В. Мейснер, Р. Кроніг, Н. Курті, Ф. Симон, Ф. Лондон, К. Мендельсон. Сверхпроводимость (дискуссия) // УФН. — 1936. — Т. 16, вип. 3 (16 серпня). — С. 396—424.
- A. H. Cooke, B. V. Rollin, F. Simon. A New Form of Expansion Liquefier for Helium // Review of Scientific Instruments. — 1939. — Т. 10, № 9 (16 серпня). — С. 251—253.[недоступне посилання з Июнь 2019]
- F. A. Holland, J. A. W. Huggill, G. O. Jones, F. Simon. Solid Helium at 'High' Temperatures // Nature. — 1950. — Т. 165 (16 серпня). — С. 147—148.
- F. Simon, C. A. Swenson. The Liquid–Solid Transition in Helium Near Absolute Zero // Nature. — 1950. — Т. 165 (16 серпня). — С. 829—831.
- R. Berman, F. Simon, J. Wilks. Thermal Conductivity of Dielectric Crystals: The ‘Umklapp’ Process // Nature. — 1951. — Т. 168 (16 серпня). — С. 277—280.
- N. Kurti, F. N. H. Robinson, F. Simon, D. A. Spohr. Nuclear Cooling // Nature. — 1956. — Т. 178 (16 серпня). — С. 450—453.
- F. Simon. The third law of thermodynamics — an historical survey (40th Guthrie lecture) // Yearbook of the Physical Society. — 1956. — 16 серпня. — С. 1—.

Саймон є автором низки статей публіцистичного характеру в різних виданнях, зокрема в газетах «Санді таймс» і «Файненшл таймс» (він був кореспондентом останньої протягом кількох років). Деякі з публікацій наведені нижче:
- F. Simon. The neglect of science. — Oxford : Basil Blackwell, 1951.
- F. Simon. Waste, the threat to our natural resourses: 34th Earl Grey Memorial Lecture. — Newcastle, 1954.
- F. Simon. The 'Atomic' rivals // Файненшл таймс. — 2025. — 6 серпня.
- F. Simon. Fuel problems of the future // Файненшл таймс. — 2025. — 12 жовтня.
- F. Simon. The Soviet bid for technological leadership // The Listener. — 2025. — 19 січня.